# EFL League Two
Die EFL League Two (bis 2016 Football League Two, weitere Bezeichnungen: League Two (Kurzform) oder Sky Bet League Two (offizieller Sponsorname)) ist die nach der Premier League, der Football League Championship und der Football League One vierthöchste Spielklasse im englischen Fußball. Innerhalb der English Football League (EFL) ist sie die dritthöchste Spielklasse. Im Gegensatz zu den meisten anderen Ländern ist diese Spielklasse weiterhin eine Profi-Liga.

## Struktur
In der EFL League Two spielen 24 Mannschaften in einer einfachen Runde mit Hin- und Rückspiel. Jeder Sieg wird mit drei Punkten und jedes Remis mit einem Punkt belohnt. Am Ende einer Saison steigen die drei höchstplatzierten Vereine der Abschlusstabelle direkt in die EFL League One auf. Darüber hinaus wird ein vierter Aufsteiger ermittelt, der die Spielzeit zwischen der vierten und siebten Position abgeschlossen hat und zwei Play-off-Runden gewinnt. In den Play-offs spielen jeweils der Viert- gegen den Siebt- und der Fünft- gegen den Sechstplatzierten in einem Hin- und Rückspiel, wobei das jeweils schwächere Team im ersten Spiel Heimrecht hat. Die beiden Gewinner spielen anschließend den vierten Aufsteiger aus, der in einem Entscheidungsspiel in London-Wembley ermittelt wird. Die vier Aufsteiger werden durch die vier Absteiger aus der EFL League One ersetzt, die in ihrer Liga die letzten vier Plätze in der Abschlusstabelle belegt haben. Analog dazu steigen die letzten beiden Mannschaften der EFL League Two in die darunterliegende Conference National ab und werden durch den Erstplatzierten plus dem Playoffgewinner der Vereine zwischen dem zweiten und fünften Platz aus dieser Liga ersetzt. Die Absteiger verlieren offiziell ihren Status als Profimannschaft, da die EFL League Two die unterste Profiliga ist.
Die Position innerhalb der Liga wird nach folgenden Kriterien bestimmt: erzielte Punkte, Tordifferenz, geschossene Tore, Minitabelle von zwei oder mehr Teams unter Berücksichtigung der zuvor genannten Kriterien, Play-off-Spiel(e).

## Geschichte
Die Football League Two wurde zu Beginn der Saison 2004/05 eingeführt und ersetzte die Third Division, die zwischen 1992 und 2004 die vierthöchste Liga in England war.
Nachdem der Organisator, die Football League im Jahr 2016 ihren Namen in English Football League (EFL) änderte, wurde auch der Name der Football League Two zu EFL League Two angepasst.

## Mannschaften in der Saison 2025/26
- Accrington Stanley
- FC Barnet
- AFC Barrow
- Bristol Rovers
- FC Bromley
- Cambridge United
- Cheltenham Town
- FC Chesterfield
- Colchester United
- Crawley Town
- Crewe Alexandra
- Fleetwood Town
- FC Gillingham
- Grimsby Town
- Harrogate Town
- Milton Keynes Dons
- AFC Newport County
- Notts County
- Oldham Athletic
- Salford City
- Shrewsbury Town
- Swindon Town
- Tranmere Rovers
- FC Walsall

## Sieger der EFL League Two
| Saison  | Meister             | Vizemeister         | Drittplatzierter   | Playoff-Sieger       | Bester Torschütze |
| ------- | ------------------- | ------------------- | ------------------ | -------------------- | --- |
| 2004/05 | Yeovil Town         | Scunthorpe United   | Swansea City       | Southend United      | Phil Jevons (Yeovil Town, 27) |
| 2005/06 | Carlisle United     | Northampton Town    | Leyton Orient      | Cheltenham Town      | Karl Hawley (Carlisle United) und Rickie Lambert (AFC Rochdale, 22)                                                                  |
| 2006/07 | FC Walsall          | Hartlepool United   | Swindon Town       | Bristol Rovers       | Richard Barker (Hartlepool United) und Izale McLeod (Milton Keynes Dons, 21)                                                         |
| 2007/08 | Milton Keynes Dons  | Peterborough United | Hereford United    | Stockport County     | Aaron McLean (Peterborough United, 29)                                                                                               |
| 2008/09 | FC Brentford        | Exeter City         | Wycombe Wanderers  | FC Gillingham        | Grant Holt (Shrewsbury Town) und Jack Lester (FC Chesterfield, 20)                                                                   |
| 2009/10 | Notts County        | AFC Bournemouth     | AFC Rochdale       | Dagenham & Redbridge | Lee Hughes (Notts County, 30) |
| 2010/11 | FC Chesterfield     | FC Bury             | Wycombe Wanderers  | FC Stevenage         | Clayton Donaldson (Crewe Alexandra, 28)                                                                                              |
| 2011/12 | Swindon Town        | Shrewsbury Town     | Crawley Town       | Crewe Alexandra      | Adebayo Akinfenwa (Northampton Town), Lewis Grabban (Rotherham United), Izale McLeod (FC Barnet) und Jack Midson (AFC Wimbledon, 18) |
| 2012/13 | FC Gillingham       | Rotherham United    | Port Vale          | Bradford City        | Tom Pope (Port Vale, 31) |
| 2013/14 | FC Chesterfield     | Scunthorpe United   | AFC Rochdale       | Fleetwood Town       | Sam Winnall (Scunthorpe United, 23)                                                                                                  |
| 2014/15 | Burton Albion       | Shrewsbury Town     | FC Bury            | Southend United      | Matt Tubbs (AFC Wimbledon und FC Portsmouth, 21)                                                                                     |
| 2015/16 | Northampton Town    | Oxford United       | Bristol Rovers     | AFC Wimbledon        | Matty Taylor (Bristol Rovers, 27) |
| 2016/17 | FC Portsmouth       | Plymouth Argyle     | Doncaster Rovers   | FC Blackpool         | John Akinde (FC Barnet) und John Marquis (Doncaster Rovers, 26)                                                                      |
| 2017/18 | Accrington Stanley  | Luton Town          | Wycombe Wanderers  | Coventry City        | Billy Kee (Accrington Stanley, 25)                                                                                                   |
| 2018/19 | Lincoln City        | FC Bury             | Milton Keynes Dons | Tranmere Rovers      | James Norwood (Tranmere Rovers, 29)                                                                                                  |
| 2019/20 | Swindon Town        | Crewe Alexandra     | Plymouth Argyle    | Northampton Town     | Eoin Doyle (Swindon Town, 25) |
| 2020/21 | Cheltenham Town     | Cambridge United    | Bolton Wanderers   | FC Morecambe         | Paul Mullin (Cambridge United, 32)                                                                                                   |
| 2021/22 | Forest Green Rovers | Exeter City         | Bristol Rovers     | Port Vale            | Dominic Telford (AFC Newport County, 25)                                                                                             |
| 2022/23 | Leyton Orient       | FC Stevenage        | Northampton Town   | Carlisle United      | Andy Cook (Bradford City, 28) |
| 2023/24 | Stockport County    | AFC Wrexham         | Mansfield Town     | Crawley Town         | Macaulay Langstaff (Notts County, 28)                                                                                                |
| 2024/25 | Doncaster Rovers    | Port Vale           | Bradford City      | AFC Wimbledon        | Michael Cheek (FC Bromley, 25) |